# Lista de refilmagens de clássicos animados da Disney em live-action
Esta é uma lista de refilmagens de clássicos animados da Disney em live-action ou fotorrealistas produzidos pela Walt Disney Pictures de seus filmes animados. A lista também inclui suas sequências e spin-offs dentro de seu universo. Esta lista não inclui remakes de filmes híbridos de live-action/animação (como Pete's Dragon), filmes de animação produzidos por outro estúdio e posteriormente reinventados em filmes de live-action da Disney, filmes de live-action de outro estúdio feitos com base no mesma história de um recurso da Disney que foi adquirido posteriormente (como Ever After da Fox ou The Wind in the Willows/Mr. Toad's Wild Ride da Pathé), o lançamento direto para vídeo The Jungle Book: Mowgli`s Story, ou baseado em séries de animação televisiva (como Kim Possible ou Chip 'n Dale: Rescue Rangers).

## Lançados
| Filme                             | Filme original                         | Título em Portugal                    | Título no Brasil                               | Data de lançamento     | Ref.                |
| --------------------------------- | -------------------------------------- | ------------------------------------- | ---------------------------------------------- | ---------------------- | ------------------- |
| Rudyard Kipling's The Jungle Book | The Jungle Book (1967)                 | A Lenda do Livro da Selva             | O Livro da Selva                               | 25 de dezembro de 1994 | [ 1 ]               |
| 101 Dalmatians                    | One Hundred and One Dalmatians (1961)  | Os 101 Dálmatas                       | 101 Dálmatas                                   | 27 de novembro de 1996 | [ 1 ]               |
| The Jungle Book: Mowgli's Story   | The Jungle Book (1967)                 | O Livro da Selva: A História de Mogli | O Livro da Selva: A História de Mogli          | 28 de setembro de 1998 | [carece de fontes?] |
| 102 Dalmatians                    | One Hundred and One Dalmatians (1961)  | Os 102 Dálmatas                       | 102 Dálmatas                                   | 22 de novembro de 2000 | [ 2 ]               |
| Alice in Wonderland               | Alice in Wonderland (1951)             | Alice no País das Maravilhas          | Alice no País das Maravilhas                   | 5 de março de 2010     | [ 3 ] [ 4 ]         |
| The Sorcerer's Apprentice         | Fantasia (1940)                        | O Aprendiz de Feiticeiro              | O Aprendiz de Feiticeiro                       | 16 de julho de 2010    |                     |
| Maleficent                        | Sleeping Beauty (1959)                 | Maléfica                              | Malévola                                       | 28 de maio de 2014     | [ 5 ] [ 6 ]         |
| Cinderella                        | Cinderella (1950)                      | Cinderela                             | Cinderela                                      | 13 de março de 2015    | [ 7 ] [ 8 ]         |
| The Jungle Book                   | The Jungle Book (1967)                 | O Livro da Selva                      | Mogli: O Menino Lobo                           | 14 de abril de 2016    | [ 9 ] [ 10 ]        |
| Alice Through the Looking Glass   | Alice in Wonderland (1951)             | Alice do Outro Lado do Espelho        | Alice Através do Espelho                       | 27 de maio de 2016     | [ 11 ]              |
| Beauty and the Beast              | Beauty and the Beast (1991)            | A Bela e o Monstro                    | A Bela e a Fera                                | 17 de março de 2017    | [ 12 ] [ 13 ]       |
| Christopher Robin                 | franquia de Winnie the Pooh            | Christopher Robin                     | Christopher Robin - Um Reencontro Inesquecível | 3 de agosto de 2018    | [ 14 ]              |
| Dumbo                             | Dumbo (1941)                           | Dumbo                                 | Dumbo                                          | 28 de março de 2019    | [ 14 ]              |
| Aladdin                           | Aladdin (1992)                         | Aladdin                               | Aladdin                                        | 23 de maio de 2019     | [ 14 ]              |
| The Lion King                     | The Lion King (1994)                   | O Rei Leão                            | O Rei Leão                                     | 18 de julho de 2019    | [ 16 ] [ 17 ]       |
| Maleficent: Mistress of Evil      | Sleeping Beauty (1959)                 | Maléfica: Mestre Do Mal               | Malévola: Dona Do Mal                          | 18 de outubro de 2019  | [ 18 ] [ 19 ]       |
| Cruella                           | One Hundred and One Dalmatians (1961)  | Cruella                               | Cruella                                        | 28 de maio de 2021     | [ 20 ] [ 21 ]       |
| The Little Mermaid                | The Little Mermaid (1989)              | A Pequena Sereia                      | A Pequena Sereia                               | 26 de maio de 2023     | [ 22 ] [ 23 ]       |
| Mufasa: The Lion King             | The Lion King (1994)                   | Mufasa: O Rei Leão                    | Mufasa: O Rei Leão                             | 20 de dezembro de 2024 | [ 24 ] [ 25 ]       |
| Snow White                        | Snow White and the Seven Dwarfs (1937) | Branca de Neve                        | Branca de Neve                                 | 21 de março de 2025    | [ 26 ] [ 27 ]       |
| Lilo & Stitch                     | Lilo & Stitch (2002)                   | Lilo                                  | e Stitch                                       | 23 de maio de 2025     |                     |

### Lançados na Disney+
| Filme              | Filme original            | Título em Portugal   | Título no Brasil     | Data de lançamento     | Ref.          |
| ------------------ | ------------------------- | -------------------- | -------------------- | ---------------------- | ------------- |
| Lady and the Tramp | Lady and the Tramp (1955) | A Dama e o Vagabundo | A Dama e o Vagabundo | 12 de novembro de 2019 | [ 28 ] [ 29 ] |
| Mulan              | Mulan (1998)              | Mulan                | Mulan                | 4 de setembro de 2020  | [ 30 ] [ 31 ] |
| Pinocchio          | Pinocchio (1940)          | Pinóquio             | Pinóquio             | 8 de setembro de 2022  | [ 32 ] [ 33 ] |
| Peter Pan & Wendy  | Peter Pan (1953)          | Peter Pan e Wendy    | Peter Pan e Wendy    | 28 de abril de 2023    | [ 34 ] [ 35 ] |

## Futuros Filmes
| Filme                                   | Filme original                        | Título em Portugal | Título no Brasil | Data de lançamento  | Ref.                 |
| --------------------------------------- | ------------------------------------- | ------------------ | ---------------- | ------------------- | -------------------- |
| Moana                                   | Moana (2016)                          | Vaiana             | Moana            | 10 de julho de 2026 | [ 36 ]               |
| Hércules                                | Hercules (1997)                       | Hércules           | Hércules         | TBA                 | [ 37 ] [ 38 ]        |
| Bambi                                   | Bambi (1942)                          | TBA                | TBA              | TBA                 | [ 39 ]               |
| The Aristocats                          | The Aristocats (1970)                 | TBA                | TBA              | TBA                 | [ 40 ]               |
| Segundo filme de Cruella sem título     | One Hundred and One Dalmatians (1961) | TBA                | TBA              | TBA                 | [ 41 ]               |
| Tink                                    | Tinker Bell (2008)                    | TBA                | TBA              | TBA                 | [ 42 ] [ 43 ] [ 44 ] |
| Terceiro filme de Maleficent sem titulo | Sleeping Beauty (1959)                | TBA                | TBA              | TBA                 | [ 45 ]               |
| Tangled                                 | Tangled (2010)                        | TBA                | TBA              | TBA                 | [ 46 ] [ 47 ] [ 48 ] |

### Disney+
| Filme                             | Filme original                | Título em Portugal | Título no Brasil | Data de lançamento | Ref.                 |
| --------------------------------- | ----------------------------- | ------------------ | ---------------- | ------------------ | -------------------- |
| The Sword in the Stone            | The Sword in the Stone (1963) | TBA                | TBA              | A definir          | [ 49 ] [ 50 ]        |
| Robin Hood                        | Robin Hood (1973)             | TBA                | TBA              | A definir          | [ 51 ]               |
| Filme de Prince Anders sem título | Aladdin (1992)                | TBA                | TBA              | A definir          | [ 52 ] [ 53 ] [ 54 ] |

## Cancelados
Em 2019, a Disney anunciou que iria fazer um remake em live action de O Corcunda de Notre Dame, de 1996. Josh Gad seria o produtor do remake e David Henry Hwang escreveria o roteiro. Mas em 2023, esse remake em live action foi cancelado pela Disney. O motivo do cancelamento teria sido porque o CEO da Disney, Bob Iger, não gosta muito do filme original de 1996 e com isso decidiu não dar continuidade ao remake. 
A Disney também chegou a cogitar fazer uma sequência de A Pequena Sereia. Mas, em 2025, essa possibilidade foi descartada, devido a recepção mista do público e da crítica ao filme e pelo desempenho abaixo do esperado do filme nas bilheterias.

## Maiores Bilheterias
Segue a lista de remakes em live action da Disney de acordo com a bilheteria nos cinemas.
- 1º - O Rei Leão - U$ 1,6 bilhão[59]
- 2º - A Bela e a Fera - U$ 1,2 bilhão[60]
- 3º - Aladdin - U$ 1,050 bilhão[61]
- 4º - Alice no País das Maravilhas - U$ 1,025 bilhão[62]
- 5º - Mogli, O Menino Lobo - U$ 966,5 milhões[63]
- 6º - Malévola - U$ 758,5 milhões[64]
- 7º - Mufasa: O Rei Leão - U$ 722,3 milhões[65]
- 8º - A Pequena Sereia - U$ 569,6 milhões[66]
- 9º - Cinderela - U$ 542,3 milhões[67]
- 10º - Malévola: Dona do Mal - U$ 491,7 milhões[68]
- 11º - Dumbo - U$ 353,2 milhões[69]
- 12º - 101 Dálmatas - U$ 320,6 milhões[70]
- 13º - Alice Através do Espelho - U$ 299,4 milhões[71]
- 14º - Cruella - U$ 229 milhões[72]
- 15º - O Aprendiz de Feiticeiro - U$ 215,2 milhões[73]
- 16º - Branca de Neve - U$ 205,6 milhões[74]
- 17º - Christopher Robin - U$ 197,7 milhões[75]
- 18º - 102 Dálmatas - U$ 183,6 milhões[76]
- 19º - Mulan - U$ 69,9 milhões[77]
- 20º - O Livro da Selva - U$ 43,2 milhões[78]

- Observação: A Dama e o Vagabundo, Pinocchio e Peter Pan & Wendy não estão na lista porque não foram lançados nos cinemas e sim no serviço de streaming da Disney, Disney+. E O Livro da Selva: A História de Mogli foi lançado diretamente em VHS.